# Св. св. Кирил и Методий (Велико Търново)
„Свети Кирил и Методий“ е източноправославен храм във Велико Търново.

## История
Построяването на храма става в разгара на борбата за църковна независимост и породените конфликти с владиката Григорий.
Строителството на храм „Св. св. Кирил и Методий“ е започнало на 10 март 1860 г., както е записано в Църковната кондика. Това се случва по време на царуването на султан Абдул Меджид I, в архиерейството на г-н Григорий Лезвийца и приключва през есента на 1861 г.
През 1860 г. е поставен първият камък за изграждането на тази църква. Тя е свързана с историята на преселниците, които заживяват в Търново, пристигнали от различни планински градчета. Кварталът тогава се нарича Кошарската махала и неговите жители са събирали дарения за издигането на храма. Средства са дали българите в чужбина, както и Българската община в Цариград. „На това място преди много години хората са правили курбан на свети Атанасий, който е закрилник на всички преселници. До днес е запазен камъкът, на който е извършен жертвения оброк. Това е първият храм в търновската духовна околия, който носи името на Св. св. Кирил и Методий, и първата църква с лята камбана. Тя се е намирала в камбанарията, изградена през 1885 г. Камбанарията е с великолепна украса и беше възстановена благодарение на благодетели. Вътре в камбанарията има часовник, той отмерва всеки половин и кръгъл час“, обяснява Соня Петрова, църковен настоятел.
Строител-архитект е майстор Кольо Фичето, вече установил се в Търново. „Това е една от най-красивите църкви на Колю Фичето. Освен това в летописната книга на храма е записано, че той е първият български архитект, така че той след този градеж става майстор“, обяснява Соня Петрова, член на църковното настоятелство.
Иконописците са от Трявна. Темплото (иконостаса) е дело на марангозите (резбарите) Тодор Несторов (роден 1849 г.) и Иван Димитров Стрелухов (роден 1850 г.) от град Калофер. Те са ученици на Ботю Петков, баща на Христо Ботев. В Търново се запознават с членовете на революционния комитет и по-късно се включват активно в подготовката на Априлско въстание. През април 1876 г. те са сред четниците в Дряновски манастир и сред жертвите на революцията.
Храмът е изграден с два купола. Тези два купола са паднали от земетресението през 1913 г. и до днес не са възстановени. Храмът е кръстен на светите братя Кирил и Методий, но той е известна и с името Свети Атанасий, на когото е наречен вторият олтар. Третият е свързан с името на Св. св. Петър и Павел. След построяването си тук се служи на български език и това е 10 г. преди българската църква да получи официално независимостта си.
Настоятели на храма са: Братя Никола, Васил, Нено и Георги Киселови, Стоян Димоглу, х. Янко Димитров, Иван Драганов, Константин Събев, Дядо Дончо, Венко Иванов, Пеню Ракиджи, Тотю Петков, Ганчо Тодоров, Рачо Рачов, Цоню Генев, Велю Гергюв, Стоян Желязков, Петър Чешмеджи, Стефан Работилов и др.
Дарения за построяване на храма са осигурили:
- Руския консул – 352 гроша;
- свещениците Иван Плаковски и Димитър Драганов;
- Терзийският еснаф – 5000 гроша;
- Бояджийският еснаф – 1000 гроша;
- Бабукчийският еснаф – 1000 гроша;
- Абаджийският еснаф – 800 гроша;
- Чаракчийският еснаф – 500 гроша;
- Мутафчийският еснаф – 900 гроша;

Един от най-важните моменти за всеки храм е неговото освещаване – официален ритуал за неговото канонизиране и сакрализиране.
Храм „Св. св. Кирил и Методий“ е осветен на 8 октомври 1861 г. от петима свещеници, но все още владика е гъркът Григорий.
Новоназначеният от Екзархията архиерей на Търновската епархия, епископ Иларион Макариополски през 1872 г. прави второ освещаване. За периода 1861 – 1872 храмът е действал съвсем официално и там са извършвани законно всички църковни обреди – служби, кръщавки, венчавки, опела. Но второто освещаване вече е от българския владика.
Храмът е уникален и с това, че в неговата килия е роден П. Р. Славейков. Той е инициатор и на първото честване на храмовия празник на 11 май през 1869 г.